# Bitva u Penangu
Bitva u Penangu byla námořní bitva první světové války. Uskutečnila se dne 28. října 1914 v Malackém průlivu a německý lehký křižník SMS Emden v ní potopil dvě válečné lodě Dohody.
Ostrov Penang byl součástí britské kolonie a nachází se poblíž západního pobřeží Malajsie Největší město Penangu je přístav George Town. Na počátku první světové války byl tento přístav často používán spojeneckými válečnými a obchodními loděmi.
Na začátku války Německá východoasijská eskadra opustila přístav Čching-tao v Číně a vypravila se na strastiplnou cestu do německých přístavů, kam žádná z nich nedoplula. Během cesty zvítězila v bitvě u Coronelu a byla poražena v bitvě u Falklandských ostrovů. Na počátku plavby se od squadrony oddělil křižník Emden, kterému velel kapitán Karl von Müller. Úkolem Emdenu bylo přepadat britské obchodní lodě.
Dne 28. října 1914 připlul Emden k městu George Town, aby napadl přístav a lodě, které se v něm nacházely. Müller nechal postavit falešný komín, aby se loď podobala britským křižníkům. Jakmile vplul do přístavu, odhalil svoji pravou identitu a nechal vztyčit německou námořní vlajku.
Než se dohodové lodě v přístavu vzpamatovaly, byl torpédován a potopen ruský křižník Žemčug. Na jeho palubě bylo 88 mrtvých a 121 zraněných. Francouzský torpédoborec Mosquet, který se vydal Emden pronásledovat, byl německou dělostřelbou rychle potopen.
Křižník Emden ještě několik týdnů podnikal útoky na spojenecké lodě, kterých potopil celkem 30. Koncem října ho hledalo kolem 60 válečných plavidel a 9. listopadu byl v bitvě u Kokosových ostrovů potopen.
Kapitán ruského křižníku Žemčug baron Čerkasov, nebyl během útoku na palubě. Byl u své přítelkyně. Za to byl pro nedbalost odsouzen k 3,5 rokům vězení.